# Botvid (helgon)

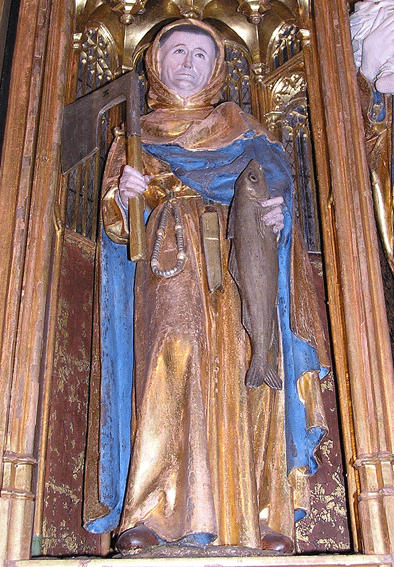
Sankt Botvid på altarskåp i Ytterselö kyrka, cirka 1500.

Sankt Botvid är tillsammans med Sankt Eskil ett av Södermanlands skyddshelgon. Han hade sin hemort i Botkyrka och firas den 28 juli.

## Liv och eftermäle
I Botkyrka kyrka finns Sankt Botvids kvarlevor, dit de fördes några år efter hans död: enligt legenden år 1129, men antagligen avled han omkring år 1080. Sankt Botvid omtalas som helgon redan i Vallentunakalendariet på 1190-talet. I sin äldsta bevarade form härrör legenden från mitten av 1200-talet. Det har dock antagits att den författats redan på 1100-talet. Ärkebiskop Birger Gregersson författade rimofficiet till Botvidsfesten på 1300-talet.
Sankt Botvid kristnades enligt legenden på en handelsfärd till England och utsändes tillsammans med Sankt Eskil, Södermanlands andra helgon, och David av Munktorp av Sankt Sigfrid i Småland för att kristna mälarlandskapen. De vigdes som missionsbiskopar över all Sverige nordanskogs. Sedermera sägs Botvid ha dödats av en vendisk träl, som han friköpt. Botvid skall ha ledsagat trälen till kusten och ha blivit dödad av denne med en yxa när han sov på Rågö utanför Nyköping.
Sankt Botvid framställs med två attribut, fisk och yxa. Fisken påminner om ett mirakulöst fiskafänge som fyllde två båtar. Yxan är hans dödsredskap. Både Botvid och Eskil finns avbildade i många kyrkor i hela Mälardalen. Botvid förekommer på altarskåp och i muralmålningar, troligtvis fanns även helgonskåp. Han återfinns också i Botkyrka kommuns vapen. 
Den 1 januari 2012 grundades Sankt Botvids katolska församling i Fittja. Kyrkobyggnaden invigdes i januari 1999 av stiftets biskop Anders Arborelius.